# Zapicán
Zapicán ist ein Ort in Uruguay.

## Geographie
Er befindet sich in der Cuchilla de Palomeque im Norden des Departamento Lavalleja in dessen Sektor 11, südöstlich von José Batlle y Ordóñez. Die südlich gelegene Departamento-Hauptstadt Minas liegt 123 Kilometer entfernt.

## Geschichte
Die Ortschaft wurde 1887 durch Pablo Fernández gegründet.

## Infrastruktur
Im südlichen Teil der Ortschaft stoßen die Ruta 40 sowie die Ruta 14 aufeinander. Durch Zapicán führt die Eisenbahnstrecke Toledo–Rio Branco. Die Umgebung Zapicáns ist von extensiver Viehhaltung geprägt.

## Einwohner
Die Einwohnerzahl Zapicáns beträgt 553 (Stand: 2011), davon 291 männliche und 262 weibliche. Seit 1963 ist in Zapicán ein beständiger Bevölkerungsrückgang zu verzeichnen.
| Jahr | Einwohner |
| ---- | --------- |
| 1963 | 840       |
| 1975 | 759       |
| 1985 | 670       |
| 1996 | 602       |
| 2004 | 640       |
| 2011 | 553       |

Quelle: Instituto Nacional de Estadística de Uruguay